# Edimar Pireneus Cardoso
Ediniar Pireneus Cardoso (Corumbá de Goiás, 6 de fevereiro de 1949) é um sociólogo, empresário e político brasileiro. Integrou a Câmara Legislativa do Distrito Federal de 1991 a 2003, compondo-a durante sua primeira, segunda e terceira legislaturas.
Graduado em sociologia pela Universidade de Brasília, Cardoso trabalhou como empresário e servidor público. Foi eleito para a Câmara Legislativa nas eleições de 1990, 1994 e 1998 com, respectivamente, 4.156 votos,  10.534 e 9.944. No exercício do mandato eletivo, foi secretário da Mesa Diretora e presidente da casa.
Além das atividades legislativas, Cardoso foi secretário de Desenvolvimento Econômico e de Assuntos Sindicais do GDF, bem como administrador de Brazlândia. Concorreu à Câmara dos Deputados em 2018, mas, ao receber 5.858 votos, não foi eleito.